# David Schumacher
David Schumacher (Bergheim, 2001. október 23.–) német autóversenyző.

## Magánélete
Édesapja a korábbi Formula–1-es versenyző Ralf Schumacher, nagybátyja pedig a hétszeres-világbajnok Michael Schumacher. Unokatestvére, Mick szintén autóversenyző, aki korábban szintén a királykategória mezőnyének tagja volt. Párja a magyar autóversenyző nő, Keszthelyi Vivien.

## Pályafutása

### A kezdetek: 2011–2017
Schumacher már fiatal korában részt vett különböző gokart versenyeken. Első komolyabb eredményét 2017-ben érte el, amikor is második lett a német gokart-bajnokságban.

### Az első együléses bajnokságok - Formula–4 és Formula–3: 2018–2022
Élete első együléses versenyén 2018-ban vett részt. 2017 augusztusában bejelentésre került hogy a Német Formula–4-es bajnokság mezőnyének tagja lesz és hogy a szezont a US Racing színeiben teljesíti. A szezon során 103 pontot szerzett, ezzel pedig a 9. pozíciót érte el a a szériában és az év újonca lett a kategóriában. Az idény kezdete előtt a Rasgaira Motorsports csapattal teljesítette az Arab Formula–4-es bajnokság fordulóit. 3 győzelemmel és 16 dobogóval, 2. lett a bajnokság végén. Két versenyhétvége erejéig az Euroformula Open bajnokság és a Spanyol Formula–3-as bajnokság versenyein is részt vett. 2019-ben két bajnokságban állt rajthoz; a Formula–3 Ázsia-bajnokságban, ahol két versenyhétvégét teljesített és egy dobogót is szerzett, valamint a  Formula Regionális Európa-bajnokságban. 2019. szeptember 24-én bejelentették, hogy ő veszi át a Monzában megsérült Alex Peroni helyét a Campos Racing színeiben az FIA Formula–3 bajnokság szezonzáróján. A versenyeket a 22., illetve a 20 pozícióban zárta.
2020. február 5-én a Charouz Racing System bejelentette, hogy a német fiatal csatlakozik hozzájuk a 2020-as idényre. A spanyol hétvége után nem sokkal, augusztus 19-én hivatalossá vált, hogy szezon közben elhagyja a csapatot, mivel 12 futam alatt pont nélkül állt a bajnoki tabellán. A legjobb eredménye egy 12. pozíció volt a Ausztriából. Augusztus 25-én nyilvánosságra hozta, hogy a brit Carlin Buzz Racing csapatához szerződik.
2021. február 5-én bejelentésre került, hogy az olasz Trident versenyzője lesz a 2021-es szezonban. A szezonnyitó hétvége második versenyén az első sorból indulhatott, a rajt után kis időre átvette a vezetést, de a 15. körben összeütközött Enzo Fittipaldival és kiesett. Az osztrák nagydíj második sprintfutamán a fordított rajtrács miatt az élről kezdhetett, amely pozíciót végig tartotta és ezzel egyszerre első pontjait, első dobogóját és első futamgyőzelmét ünnepelhette a Formula–3-ban. A belga forduló második versenyén csapattársa, Jack Doohan mögül startolhatott, végül ugyanitt, a 2. helyen látta meg a kockás zászlót, második dobogóját szerezve. A hollandiai Zandvoortban, szeptember 5-én sokáig a legjobb háromban haladt, de két körrel a vége előtt Victor Martinssal ért össze és ütközött falnak. Az év végi összetett pontversenyben a 11. pozícióban zárt.
2022. április 20-án korábbi csapata, a Charouz Racing System hívta vissza a 2022-es kiírás Imolában lebonyolított hétvégéjére, Ayrton Simmons pótlására.

### A sportautózás világa - DTM: 2022–
2021 novemberében a francia Paul Ricard versenypályán tesztelte a Haupt Racing Team Mercedes AMG GT3 Evo versenyautóját. 2022. február 22-én az amerikai Team Winward szerződtette a 2022-es Német túraautó-bajnoki szezonra (DTM) a regnáló bajnok Maximilian Götz és Lucas Auer mellé. Korábban édesapja, Ralf is megfordult a szériában, 2008 és 2012 a Mercedes gyári pilótájaként.

## Eredményei

### Karrier összefoglaló
| Év      | Bajnokság                           | Csapat                        | Verseny | Győzelem | Pole | Leggyorsabb kör | Dobogós helyezés | Pont | Helyezés |
| ------- | ----------------------------------- | ----------------------------- | ------- | -------- | ---- | --------------- | ---------------- | ---- | -------- |
| 2017–18 | Arab Formula–4-es bajnokság         | Rasgaira Motorsports          | 20      | 3        | 5    | 4               | 16               | 325  | 2.       |
| 2018    | ADAC Formula–4                      | US Racing–CHRS                | 20      | 0        | 0    | 0               | 0                | 103  | 9.       |
| 2018    | Euroformula Open                    | RP Motorsport                 | 4       | 0        | 0    | 0               | 0                | 0    | HN†      |
| 2018    | Spanyol Formula–3-as bajnokság      | RP Motorsport                 | 4       | 0        | 0    | 0               | 0                | 38   | 6.       |
| 2019    | Formula Regionális Európa-bajnokság | US Racing                     | 24      | 4        | 5    | 3               | 9                | 285  | 4.       |
| 2019    | Formula–3 Ázsia-bajnokság           | Pinnacle Motorsport           | 6       | 0        | 0    | 0               | 1                | 43   | 8.       |
| 2019    | Formula–3                           | Campos Racing                 | 2       | 0        | 0    | 0               | 0                | 0    | 32.      |
| 2019    | Makaói nagydíj                      | Sauber Junior Team by Charouz | 1       | 0        | 0    | 0               | 0                | —    | 21.      |
| 2019–20 | MRF Challenge Formula–2000          | MRF Racing                    | 4       | 1        | 2    | 2               | 4                | 82   | 9.       |
| 2020    | Formula–3                           | Charouz Racing System         | 12      | 0        | 0    | 0               | 0                | 0    | 28.      |
| 2020    | Formula–3                           | Carlin Buzz Racing            | 6       | 0        | 0    | 0               | 0                | 0    | 28.      |
| 2021    | Formula–3                           | Trident                       | 20      | 1        | 0    | 0               | 2                | 55   | 11.      |
| 2022    | DTM                                 | Team Winward                  | 15.     | 0        | 0    | 0               | 0                | 0    | 28.      |
| 2022    | Formula–3                           | Charouz Racing System         | 4       | 0        | 0    | 0               | 0                | 0    | 28.      |
| 2023    | DTM                                 | Team Winward                  | 16.     | 0        | 0    | 0               | 0                | 16   | 25.      |
| 2023    | GT Európa Endurance-kupa - Gold     | Team Winward                  | 5       | 1        | 1    | 0               | 3                | 88   | 3.       |
| 2024    | ADAC GT Masters                     | Haupt Racing Team             | 13      | 3        | 2    | 2               | 5                | 172  | 3.       |

* A szezon jelenleg is zajlik.
† Mivel Schumacher vendégversenyző volt, így nem jogosult pontszerzésre.

### Teljes FIA Formula–3-as eredménysorozata
(Táblázat értelmezése)

(Félkövér: pole-pozícióból indult; dőlt: leggyorsabb kört futott) 

| Év   | Csapat                | 1           | 2           | 3           | 4           | 5          | 6          | 7           | 8           | 9           | 10          | 11         | 12         | 13         | 14         | 15         | 16         | 17         | 18          | 19         | 20        | 21         | Helyezés | Pont |
| ---- | --------------------- | ----------- | ----------- | ----------- | ----------- | ---------- | ---------- | ----------- | ----------- | ----------- | ----------- | ---------- | ---------- | ---------- | ---------- | ---------- | ---------- | ---------- | ----------- | ---------- | --------- | ---------- | -------- | ---- |
| 2019 | Campos Racing         | ESP FEA     | ESP SPR     | FRA FEA     | FRA SPR     | AUT FEA    | AUT SPR    | GBR FEA     | GBR SPR     | HUN FEA     | HUN SPR     | BEL FEA    | BEL SPR    | ITA FEA    | ITA SPR    | RUS FEA 22 | RUS SPR 20 |            |             |            |           |            | 32.      | 0    |
| 2020 | Charouz Racing System | AUT1 FEA 25 | AUT1 SPR 15 | AUT2 FEA 12 | AUT2 SPR 17 | HUN FEA 16 | HUN SPR 13 | GBR1 FEA 25 | GBR1 SPR 15 | GBR2 FEA 15 | GBR2 SPR Ki | ESP FEA 23 | ESP SPR 25 |            |            |            |            |            |             |            |           |            | 28.      | 0    |
| 2020 | Carlin Buzz Racing    |             |             |             |             |            |            |             |             |             |             |            |            | BEL FEA 17 | BEL SPR 14 | ITA FEA 19 | ITA SPR Ki | MUG FEA 15 | MUG SPR 19  |            |           |            | 28.      | 0    |
| 2021 | Trident               | ESP SP1 11  | ESP SP2 Ki  | ESP FEA 12  | FRA SP1 16  | FRA SP2 11 | FRA FEA 27 | AUT SP1 12  | AUT SP2 1   | AUT FEA 11  | HUN SP1 8   | HUN SP2 6  | HUN FEA 4  | BEL SP1 11 | BEL SP2 2  | BEL FEA 9  | NED SP1 14 | NED SP2 5  | NED FEA 30† | RUS SP1 14 | RUS SP2 T | RUS FEA 15 | 11.      | 55   |
| 2022 | Charouz Racing System | BHR SPR     | BHR FEA     | IMO SPR 18  | IMO FEA 12  | ESP SPR    | ESP FEA    | GBR SPR     | GBR FEA     | AUT SPR     | AUT FEA     | HUN SPR    | HUN FEA    | BEL SPR    | BEL FEA    | NED SPR 20 | NED FEA 17 | ITA SPR    | ITA FEA     |            |           |            | 28.      | 0    |

† A versenyt nem fejezte be, de helyezését értékelték, mert a versenytáv több, mint 90%-át teljesítette.

### Teljes DTM eredménylistája
(Táblázat értelmezése)

(Félkövér: pole-pozícióból indult; dőlt: leggyorsabb kört futott) 

| Év   | Csapat                    | 1        | 2        | 3        | 4        | 5        | 6        | 7        | 8        | 9         | 10       | 11       | 12       | 13       | 14       | 15       | 16       | Helyezés | Pont |
| ---- | ------------------------- | -------- | -------- | -------- | -------- | -------- | -------- | -------- | -------- | --------- | -------- | -------- | -------- | -------- | -------- | -------- | -------- | -------- | ---- |
| 2022 | Mercedes-AMG Team Winward | ALG 1 20 | ALG 2 15 | LAU 1 Ki | LAU 2 14 | IMO 1 21 | IMO 2 Ki | NOR 1 Ki | NOR 2 Ki | NÜR 1 Ki  | NÜR 2 Ki | SPA 1 11 | SPA 2 20 | RBR 1 16 | RBR 2 24 | HOC 1 Ki | HOC 2 Ni | 28.      | 0    |
| 2023 | Mercedes-AMG Team Winward | OSC 1 18 | OSC 2 13 | ZAN 1 Ki | ZAN 2 15 | NOR 1 16 | NOR 2 Ki | NÜR 1 Ki | NÜR 2 9  | LAU 1 Kiz | LAU 2 Ki | SAC 1 17 | SAC 2 11 | RBR 1 18 | RBR 2 18 | HOC 1 18 | HOC 2 16 | 25.      | 16   |

### Teljes ADAC GT Masters eredménysorozata
(Táblázat értelmezése)

(Félkövér: pole-pozícióból indult; dőlt: leggyorsabb kört futott) 

| Év   | Csapat            | 1       | 2        | 3       | 4       | 5     | 6       | 7        | 8       | 9       | 10      | 11    | 12      | Helyezés | Pont |
| ---- | ----------------- | ------- | -------- | ------- | ------- | ----- | ------- | -------- | ------- | ------- | ------- | ----- | ------- | -------- | ---- |
| 2024 | Haupt Racing Team | OSC 1 6 | OSC 2 Ki | ZAN 1 6 | ZAN 2 3 | NÜR 1 | NÜR 2 1 | SPA 1 Ki | SPA 2 7 | RBR 1 2 | RBR 2 1 | HOC 1 | HOC 2 7 | 3.       | 174  |